# ماده حاجب پزشکی
مادهٔ حاجب پزشکی یا مادهٔ کنتراست‌زای پزشکی ماده‌ای است که برای افزایش کنتراست مایعات و ساختارها در تصویربرداری پزشکی به‌کار می‌رود. مادهٔ حاجب پزشکی، امواج فراصوت یا انرژی الکترومغناطیس حاصل از منابع خارجی را جذب می‌کند یا تغییر می‌دهد و به این دلیل متفاوت از پرتودارو است که دارویی است که با یک یا چند نوع ایزوتوپ نشانه‌گذاری شده‌است و از خود پرتوزایی می‌کند. مادهٔ حاجب پزشکی معمولاً به منظور افزایش پدیداری لولهٔ گوارشی و رگ خونی استفاده می‌شود. مواد حاجب پزشکی شامل انواع گوناگونی هستند که بر اساس نوع تصویربرداری پزشکی که در آن کاربرد دارند دسته‌بندی می‌شوند. رایج‌ترین نوع مادهٔ حاجب پزشکی، مادهٔ حاجب پرتونگاری است که برای افزایش کنتراست در تصویربرداری پرتونگاری به‌کار می‌رود.

## مادهٔ حاجب پرتونگاری
مادهٔ حاجب پرتونگاری در پرتونگاری با استفاده از پرتو ایکس به‌کار می‌رود. ید و باریم از رایج‌ترین مواد حاجب پرتونگاری هستند. انواع گوناگونی از مادهٔ حاجب یُددار وجود دارد که تفاوت آن‌ها در میزان اسمولاریته، چسبناکی و درصد یُد خالص است. استفاده از دیمرهای غیر یونی به دلیل اسمولاریته و سمیت کمترشان بیشتر مورد ترجیح است اما هزینهٔ استفاده از آن‌ها نیز به مراتب بیشتر است.

## مادهٔ حاجب ام‌آرآی
از گادولینیم در تصویربرداری ام‌آرآی به عنوان مادهٔ حاجب استفاده می‌شود. این عنصر فلزی در حالت اکسیداسیون +۳ دارای ۷ الکترون آزاد است که سبب آرام شدن مولکول‌های آب اطراف می‌شود و در نتیجه کیفیت و کنتراست تصویر ام‌آرآی را افزایش می‌دهد.

## مادهٔ حاجب سونوگرافی
از مادهٔ حاجب ریزحبابی در سونوگرافی و به ویژه در پژواک‌نگاری قلب به منظور تشخیص شانت قلبی استفاده می‌شود. این ریزحباب‌ها از جنس سرم نرمال سالین هستند و به اندازهٔ کافی بزرگ هستند که نتوانند وارد مویرگ‌های شُش شوند و بنابراین به هنگام تصویربرداری تنها در صورت وجود شانت نامعمول راست به چپ این ریزحباب‌ها در سمت چپ قلب دیده می‌شوند. ساختار مواد حاجب ریزحبابی اغلب شامل میزان کمی از نیتروژن و فلوئوروکربن است که توسط پوسته‌ای از جنس پروتئین یا لیپید یا پلیمر تقویت و حمایت می‌شوند. البته این مواد حاجب ریز حبابی به اندازه کافی کوچک هستند که بتوانند از طریق مویرگ‌ها وارد بطن چپ قلب شوند و کنتراست تصویر از ناحیه و پدیداری دیوارهای بطن در تصویر را افزایش دهند. تفاوت میان چگالی دیوار مایع اطراف ریزحباب و گاز درون آن، فراصوت را به شدت پراکنده و به سمت دستگاه سونوگرافی بازتاب می‌کند و این فرایند پشت پخش (به انگلیسی: Backscatter) سبب ایجاد میزان بالای سیگنال در مایعات حاوی ریزحباب‌ها می‌شود که در تصویربرداری نیز قابل مشاهده است.